# 12042 Лаке
12042 Лаке (12042 Laques) — астероїд головного поясу, відкритий 17 березня 1997 року.
Тіссеранів параметр щодо Юпітера — 3,220.